# Theater Lempenfieber

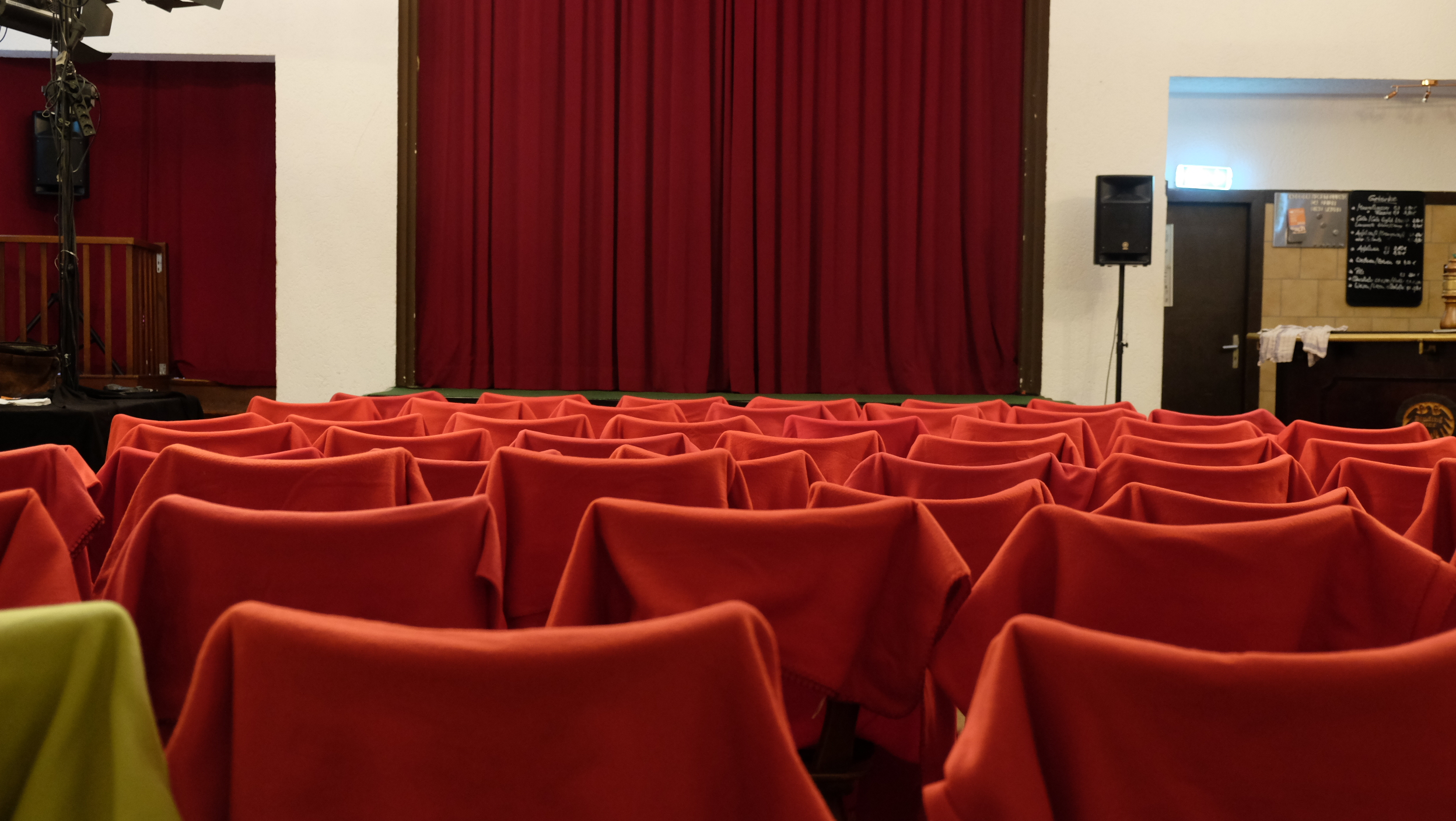
Der Innenraum des Theater Lempenfieber in Frankfurt am Main bei voller Bestuhlung mit geschlossenen Vorhang.

Das Theater Lempenfieber ist ein  kleines Boulevardtheater, in dem nordöstlich des Stadtzentrums von Frankfurt am Main gelegenen Stadtteil Berkersheim. Es wurde im November 2011 eröffnet und steht unter der Leitung von Sabine Koch und Sven Eric Panitz. Der Name ist an die traditionsreiche Apfelweinwirtschaft „Zum Lemp“ angelehnt, in deren historischem Saal das Theater seinen Spielort gefunden hat.
Der Saal fasst bei voller Bestuhlung 85 Zuschauer. Er kann aber zum Beispiel für das Chanson-Programm für Plätze an Tischen umgebaut werden.

## Produktionen
Zu sehen sind Eigenproduktionen aus den Bereichen Komödie und Kabarett wie „Die Frau, die man nach dem Sex abschalten kann“ oder das skurril-verschrobene Heimatstück „Das Spukhaus an der Nidda“ von Sven Eric Panitz oder auch eine Beziehungskomödie „Ich bring ihn um!“ von Marc Ermisch. 
Das Ensemble setzt sich aus wechselnden Schauspielern der professionellen Szene des Rhein-Main-Gebiets zusammen.
In der ersten Spielzeit wurde das Programm durch Gastspiele wie „Moliere: Der Geizige“ vom Pegasustheater, ein Loriot Programm „Heile Welt“ von der Büchnerbühne Riedstadt ergänzt. 
Einen weiteren Schwerpunkt setzen die Organisatoren mit Musikkabarett wie „Ab 40 singt man Kreisler“ vom „Duo Liederlich“ oder auch „Ich, meine WG und die CIA“ mit René van Roll.